# プラダー・ウィリー症候群
プラダー・ウィリー症候群（プラダー・ウィリーしょうこうぐん、Prader-Willi syndrome、PWS）は、筋緊張低下(Hypotonia)、性腺発育不全(Hypogonadism)、知的障害(Hypomentia)、肥満(Obesity)を四徴とする症候群。四徴の頭文字をとってHHHO症候群ともいう。およそ15,000人に一人が発症すると言われている。

## 発見
1956年にスイスのアンドレア・プラダー、ハインリッヒ・ウィリー、アレクシス・ラプハルト、グイド・ファンコーニによって発見された。病名は主な研究者であった、プラダーとウィリーに因んでいる。

## 原因
15番染色体q11-q13の父親由来が欠損するか、または母親染色体ゲノムインプリンティングダイソミーによっておきる遺伝子疾患。父原性欠損型患者では染色体 15q11-q13 が欠損していることが知られており、この領域に遺伝子座をもつ necdin (NDN) 遺伝子が原因遺伝子ではないかと考えられている。NDN 遺伝子は遺伝子刷り込みにより父親由来のもののみが発現する。NDN タンパク質は p53 タンパク質に結合し、そのアポトーシス誘導能を抑制する機能がある。また細胞周期を制御する E2F1 遺伝子とも結合することが報告されている。その他、様々な機能を持つことが示唆されており、これらの機能が欠損することにより、この症候群を引き起こしていると考えられている。

## 症状
新生児期は筋緊張低下、哺乳不良を呈する。多くは経管栄養を経験する。筋緊張低下のため運動発達遅滞がある。
嘔吐しない、唾液が少ないなどの特徴がある。前者は胃腸炎の発見が遅れる場合があり、後者は虫歯になりやすいので歯科衛生に気をつける。温痛覚が弱いために、夏に発汗が少なく熱射病になりやすい人がいる。痛みは感じにくいが痒みは強いとされる。
性器の成長不全（特に男児(成長期を過ぎても小陰茎症のまま及びタナー段階Ⅱ及びⅢのままでストップし、Ⅳ及びⅤに行かないままで終わってしまうこともある。)）、陰毛がわずかにしか生えなかったり(男女共通で成長期を過ぎてもタナー段階Ⅱ及びⅢのままでストップし、Ⅳ及びⅤに行かないままで終わってしまうこともある。)、まったく、発毛しないままの無毛症になったり、女児では乳房(成長期を過ぎても、タナー段階Ⅲ及びⅣのままでストップし、Ⅴに行かないままで終わってしまうこともある。)が膨らまなくなったり、初潮が遅れたり、初潮が見られないままの無月経になったり、卵巣や子宮が未熟のままの幼稚型になったり、変声ができないままの第一次性徴のままで終わり、思春期の疾患を起こしやすくなる。知的障害があり、対人関係面の問題や、満腹感を得にくいことによる過食とそれに伴う肥満が4徴とされ、さらに小さな手足などの症状が見られたり、痩せる努力もなく意志が弱くて怠惰で頑固な性格になったり、割合すぐ感情的になりパニックや癇癪を起こしながら声を荒らげたりする場合が見られたりすると、不登校やいじめの原因にもなりやすい。
視床下部に於ける食欲中枢の異常が最も多い症例として報告されており、食欲が抑制されないため異常なまでに食べ続けると言う報告例が多い。また、代謝異常も多く、患者のカロリー消費量、特に基礎代謝量は正常な人より低いとされる。
最大の特徴とされる肥満は視床下部の満腹中枢の障害もその原因の一つと考えられている。しかし、もし満腹中枢だけの問題であれば乳児期から全例肥満になるはずであるが、実際には肥満ではさほど困っていない成人もいる。肥満も行動の問題の一つと考える説もある。
染色体 15q11-q13 欠損は染色体検査により診断できるので、日本では診断は容易である。しかし、母由来ダイソミー診断のためのメチル化テストは日本では保険診療の対象外であるため、診断のためには自費負担となる。海外の検体を受け付けている日本の研究所もある。

## その他の特徴
この症候群の患者は性別・年齢を問わず、認知及び行動の特性があり、特定の事物に固執する事が度々報告されている。しかし、形態認識に優れることは医学的に有意差をもって証明されていない。これについてはまだ解明されていない。
上記と類似するが、一般人に比べてジグソーパズルを組むのが上手い（およそ平均3倍の速さ）という研究報告がある。形状・空間把握の能力に優れているためと考えられているが、詳しい原因は不明である。